# 作出有違公德的行為
作出有違公德的行為（英語：Outraging public decency），是一项普通法罪名。根据以往判例，行为满足以下两项条件即犯“作出有違公德的行為”罪：
1. 有关行为是性质猥亵、引起公愤的行为；及
2. 发生行为的地方是公众能到达或公众能目睹有关行为的地方，及必须能被两名或以上在场人士目睹，即使他们实质上并无目睹。

在香港，发生行为的地方（公众地方）不包含互联网，必须是实际存在的地方。